# Резистентність (психологія)
Резисте́нтність — психологічний термін, який Зигмунд Фрейд первісно використовував, щоб позначити блокування пацієнтом спогадів зі свідомої пам'яті під час психоаналізу та загалом упродовж психотерапії.
Це було ключовим поняттям, оскільки для основного методу лікування Фрейда, розмовна терапія, необхідно зробити ці спогади доступними для свідомості пацієнта.
Пізніше Фрейд описав п'ять різних форм резистентності (опору). Вони стали асоціюватися з різними аналітичними структурами.
Пізніше ця первісна концепція Фрейда була розширена в сучасне поняття психологічного опору.